# Linguizzetta
Linguizzetta es una comuna y población de Francia, en la región de Córcega, departamento de Alta Córcega.
Su población en el censo de 1999 era de 939 habitantes.

## Demografía
| 187 | 758 | 1053 | 751 | 755 | 939 |
| Para los censos de 1962 a 1999 la población legal corresponde a la población sin duplicidades (Fuente: INSEE [Consultar]) |     |      |     |     |     |